# Hrabstwo Red Willow
Hrabstwo Red Willow (ang. Red Willow County) – hrabstwo w stanie Nebraska w Stanach Zjednoczonych. Obszar całkowity hrabstwa obejmuje powierzchnię 718,006 mil² (1859,63 km²). Według danych z 2010 r. hrabstwo miało 11 055 mieszkańców. Hrabstwo powstało w 1873 roku, a jego nazwa pochodzi od potoku o tej samej nazwie.

## Sąsiednie hrabstwa
- hrabstwo Frontier (północ)
- hrabstwo Gosper (północny wschód)
- hrabstwo Furnas (wschód)
- hrabstwo Decatur (Kansas) (południe)
- Hrabstwo Rawlins (Kansas) (południowy zachód)
- hrabstwo Hitchcock (zachód)
- hrabstwo Hayes (północny zachód)

## Miasta
- Indianola
- McCook

## Wioski
- Bartley
- Danbury
- Lebanon